# جرهاء
جرهاء أو جرها، أو جِرَه، أو جرعاء وأحياناً تأتي الأسماء السابقة مُعرفةً بـ«ال» (بالإنجليزية: Gerra) هي مدينة أثرية تاريخيّة تقع في شرق السعودية على السهل الساحلي الممتد من شمال القطيف إلى جنوب واحة الأحساء، على الجانب الغربي من الخليج العربي. اشتهرت الجرهاء بغناها الفاحش. حيث يعتقد مؤرخون إغريقيون أنها كانت أغنى الولايات العربية في شبه الجزيرة العربية والهلال الخصيب؛ وأنّ سكانها امتلكوا تحف وممتلكات من الذهب والفضة والأحجار الكريمة، وأنّ منازلهم كانت باهظة التكاليف مطعّمة أبوابها وأسقفها بالعاج والذهب والفضة. ويُعزى ذلك لكونها مدينة مركزية للتجارة في الشرق الأوسط ضمن نطاق شبكة التجارة العربية.

## التاريخ
قبل جرها، كانت المنطقة تابعة لحضارة دلمون التي احتلتها الإمبراطورية الآشورية عام 709 قبل الميلاد. كانت جرها مركزًا لمملكة عربية من حوالي 650 قبل الميلاد إلى حوالي 300 بعد الميلاد. كانت المملكة مهددة بالهجوم من قبل أنطيوخوس الثالث الكبير في 205-204 قبل الميلاد، لكن قواته تخلت عن الأعمال العدائية بمجرد تلقيها الجزية 500 طالن من الفضة من السكان.

## وصف المدينة
يقول سترابو:«مستحدثات الأدوات المصوغة من الذهب والفضة ومنها الأسّرة ومثلثات القوائم والأحواض واوعية الشرب ناهيك عن منازلهم الفخمة وقد تزوقت ابوابها وجدرانها وسطوحها بالألوان وترصعت بالعاج والذهب والفضة والحجارة الكريم»

## الموقع
موقع المدينة غير معروف على وجه الدقة، يزعم مؤرخون أن المدينة لا تطل على البحر مباشرة بل لها ميناء على البحر وتقع بدورها داخل اليابسة. يرى الباحث عبد الخالق الجنبي في كتابه أن مدينة جِـرَّه هي مدينة هَجَر، وموقعها الركن الشمالي الغربي من جبل القارة وأنّ بقايا آثارها لا زالت تشاهد حتى الآن بالقرب من مغارةٍ كبيرة تُعرف باسم مغارة العيد والمكان معروف إلى الآن باسم الكوارج.
على الوجه المقابل، قدّر الرحالة المستشرقون، من ضمنهم شبرنجر وبيبي ونجيل جروم، عدة مواضع رشحوها لأن تكون موقع الجرهاء الأثرية، وهي:
1. القطيف.
2. الأحساء.
3. العُقير.
4. ثاج.
5. رأس القُرَيَّة.

إلا أنّ بحثاً ميدانياً أجراه به د. جيوفري بيبي عن العُقير، ونشره في كتابه القيّم «البحث عن دلمون» أكّد عدم وجود آثار مدينة ترجع إلى عصر ما قبل الإسلام في ميناء العُقير، وأنّ آثار المدينة الموجودة في هذا الميناء تعود إلى العصور الإسلامية الأولى واللاحقة لها، وبهذا استبعد أنْ تكون العُقير هي الجرهاء.

## التسمية
تفاوتت ترجمات الاسم عند الباحثين العرب لتأخذ الأشكال التالية (جرَّه)، (جرهاء)، (جرعاء)، (قاره). جميع التسميات المختلفة باستثناء (جرهاء) لها نظائر في أسماء المواضع الجغرافية الواقعة في واحة الأحساء، فالجَرّة اسم يطلق على مغارة في جبل راس القارة (المشقر)، الواقع في وسط قرية القارة، وهي أكبر مغارات هذا الجبل ولها بابان أحدهما للغرب والآخر للشمال. وللجرعاء أكثر من موضع في واحة الأحساء يحمل الاسم نفسه. أشهرها الموضع الواقع غرب نخل الشراع وشمال عين الحارة، وهو سوق بني تميم في الأحساء القديمة.
بالنسبة لليونانيين القدماء، عُرفت شرق شبه الجزيرة العربية (الأحساء حالياً) باسم جرهاء (باليونانية:Gerrha) نسبة إلى عاصمتها. كانت جرها تحويرًا يونانيًا للحجر العربي (الهفوف حالياً)، وهو اسم أكبر مدينة في البحرين القديمة (عُرفت البحرين أيضًا باسم هاجر أو جرها في العصر الهلنستي). لا ينبغي الخلط بين هاجر (الجرحة) مع الغرب العربي الحجر (الهجرة)، في الوقت الحاضر مدائن صالح أو العلا بالقرب من البحر الأحمر. يقول الحمداني إن أصل اسم حجر يعني «قرية كبيرة» في اللغة الحميرية (مشتقة من هاكار). موقع آخر يقترح باسم مدينة الجهوة هو Thaj الذي بني في فترة الإغريق، بعد غزو الإسكندر في 330 قبل الميلاد.
استولى القرامطة على مدينة جرها في نهاية القرن التاسع. كانت تبعد ميلين (3.2 كم) عن الخليج العربي بالقرب من الهفوف الحالية. جادل الباحث عبد الخالق الجنبي في كتابه أن جرها كانت على الأرجح مدينة الحجر القديمة، الواقعة في الأحساء الحديثة بالمملكة العربية السعودية. نظرية الجنبي هي الأكثر قبولًا من قبل العلماء المعاصرين، على الرغم من وجود بعض الصعوبات في هذه الحجة، نظرًا لأن الأحساء تقع على بعد 60 كيلومترًا من الداخل وبالتالي من غير المرجح أن تكون نقطة البداية لمسار المتداول، مما يجعل موقعًا داخل أرخبيل الجزر الذي يضم مملكة البحرين الحديثة، ولا سيما جزيرة البحرين الرئيسية نفسها، وهو احتمال آخر.

## أصل السكان
جرهاء مدينة تقع في الجزيرة العربية وتشير الدلائل أن سكانها من العرب بالإضافة لوجود كلدان وبابليين وهناك شيء من عدم الدقة في الكتابات الكلاسيكية في تحديد انتماء السكان، تحدث سترابون في أحد المواضع أن:«الجرهاء يسكنها الكلدان والمنفيون من بابل»، وتحدث في موضع آخر «بسبب تجارتهم أصبح السبئيين والجرهائيين أغناهم جميعهم (العرب)»، يقول المؤرخ اليوناني الذي عاش في القرن الثاني قبل الميلاد أجاثر خيدس:«سلع وفلسطين حيث الجرهائيون والمعينيون وكل العرب الذين يعيشون في المنطقة يجلبون البخور من الأراضي المرتفعه، كما يقال، وكذلك منتوجاتهم العطرية»، تلك الكتابات تنظر إليهم كعرب مثل الشعوب العربية الأخرى وإن كان سترابون ذكر بعض السكان دون آخرين، وتم اكتشاف عدد من النقوش في جزيرة ديلوس اليونانية لتاجر من جرهاء اسمه «تيم اللات» وهو اسم عربي بلا شك، قام هذا التاجر بتقديم قرابين للآلهة، وكان قد تم اكتشاف معبد معيني كذلك في جزيرة ديلوس.

## انظر ايضاً
- الاحساء
- الخليج العربي
- فيد

## وصلات خارجية
- حضارات الدلمونية ومملكة الجرهاء ومدينة الفاو تبهر زوار “معرض الآثار السعودية” بروسيا.